# Allt om min buske
Allt om min buske är en svensk komedifilm från 2007 i regi av Martina Bigert och med manus av Bigert och Maria Kindblom. I rollerna ses bland andra Karin Lithman, Ola Rapace och Maria Kulle.

## Handling
Det förmögna paret Nils (Ola Rapace) och Karin (Karin Lithman) flyttar med Nils dotter Barbro (Amanda Davin) till ett exklusivt bostadsområde. I huset bredvid bor syskonen Isabel (Beate Rostin), Lily (Maria Kulle) och Franz (Albin Flinkas). De livnär sig på att sköta om husets jättelika botaniska trädgård och anordna guidade turer genom dess artrika flora. Mötet med grannsystrarna blir omtumlande för Nils och Karin och deras perfekta tillvaro ställs på ända.

## Om filmen
Inspelningen ägde rum sommaren 2006 i Vänersborg, Trollhättan och Uddevalla. Producenter var Lena Rehnberg, Johan Lund och fotograf Jonas Alarik. Musiken komponerades av Jean-Paul Wall och i övrigt användes musik av bland andra The Ark, Tunng och The Stranglers. Filmen klipptes av Thomas Lagerman och premiärvisades på 33 svenska biografer den 26 januari 2007. Åldersgränsen är 7 år.

## Rollista
- Karin Lithman – Karin
- Ola Rapace	– Nils
- Maria Kulle – Lily
- David Dencik – Henning
- Beate Rostin – Isabel
- Amanda Davin – Barbro
- Albin Flinkas – Franz
- Per Burell	– Axel
- Adam Stone – Carl
- Henrik Dahl – Björn
- Claire Wikholm – talande staty

## Mottagande
Filmen fick ett övervägande negativt mottagande och har medelbetyget 2,1/5 (baserat på 18 omdömen) på sajten Kritiker.se, som sammanställer recensioner av bland annat film. Filmen fick lägsta betyg av flera tidningar: Aftonbladet, Ciné.se, Expressen, Sundsvalls Tidning, Sydsvenskan och Upsala Nya Tidning. Mest positiva var Kommunalarbetaren, Nerikes Allehanda och SVT Text som alla gav 3/5 i betyg.

## Musik
- Nouvelle Vague – "I Melt with You" (musik: Robert Grey, Stephen Walker, text: Michael Conroy, Gary McDowell, Richard Brown)
- Tunng – "The Pioneers" (musik: Kele Okerke, Russell Lisack, text: Gordon Moakes, Matt Tong)
- Leo Sayer – "You Make Me Feel Like Dancing" (musik: Leo Sayer, text: Vincent Ponica)
- The Stranglers – "Golden Brown" (musik: Brian Duffy, Jean-Jacques Burnel, text: Hugh Cornwell, Dave Greenfield
- Jean-Paul Wall – "Put a Little Love In Your Heart" (text & musik: Jimmy Holliday, Randy Myers, Jackie DeShannon)
- The Ark – "Absolutely No Decorum" (text & musik: Ola Salo)